# Hvar - Kabal
Hvar - Kabal este o arie protejată (sit de importanță comunitară — SCI) din Croația întinsă pe o suprafață de 525,49 ha, integral pe uscat.

## Localizare
Centrul sitului Hvar - Kabal este situat la coordonatele 43°13′18″N 16°33′20″E / 43.221564°N 16.555545°E.

## Înființare
Situl Hvar - Kabal a fost declarat sit de importanță comunitară în iulie 2013 pentru a proteja un număr necunoscut de specii din flora spontană și fauna sălbatică aflate în arealul zonei.

## Biodiversitate
Situată în ecoregiunea mediteraneană, aria protejată conține 1 habitat natural: Păduri de pin mediteraneene cu pini mezogeni endemici.
La baza desemnării sitului se află un număr nedeclarat de specii protejate.
Pe lângă speciile protejate, pe teritoriul sitului au mai fost identificate 3 specii de plante.